# 1830 na ciência

## Eventos
Astronomia
- Johann Heinrich Mädler e Wilhelm Beer produzem o primeiro mapa da superfície de Marte

Biologia
- Charles Bell publica The Nervous System of the Human Body

Geologia
- Charles Lyell publica o primeiro volume de The Principles of Geology

Química
- Isolamento do elemento químico Vanádio[1]

## Nascimentos
| Data          | Nome                     | Profissão           | Nacionalidade                         | Observações                    | Ref   |
| ------------- | ------------------------ | ------------------- | ------------------------------------- | ------------------------------ | ----- |
| 5 de março    | Étienne-Jules Marey      | fisiologista        | Reino da França                       | m. 1904                        |       |
| 5 de março    | Charles Wyville Thompson | biólogo marinho     | Reino Unido da Grã-Bretanha e Irlanda | m. 1882                        |       |
| 10 de maio    | François-Marie Raoult    | químico             | Reino da França                       | m. 1901                        |       |
| 19 de agosto  | Lothar Meyer             | químico             | Alemanha                              | m. 1895                        |       |
| 6 de novembro | John Whitaker Hulke      | cirurgião e geólogo | Reino Unido da Grã-Bretanha e Irlanda | m. 1895 Medalha Wollaston 1887 | [ 2 ] |

## Mortes
| Data       | Nome           | Profissão  | Nacionalidade   | Observações | Ref |
| ---------- | -------------- | ---------- | --------------- | ----------- | --- |
| 16 de maio | Joseph Fourier | matemático | Reino da França | n. 1768     |     |